# 玫瑰金

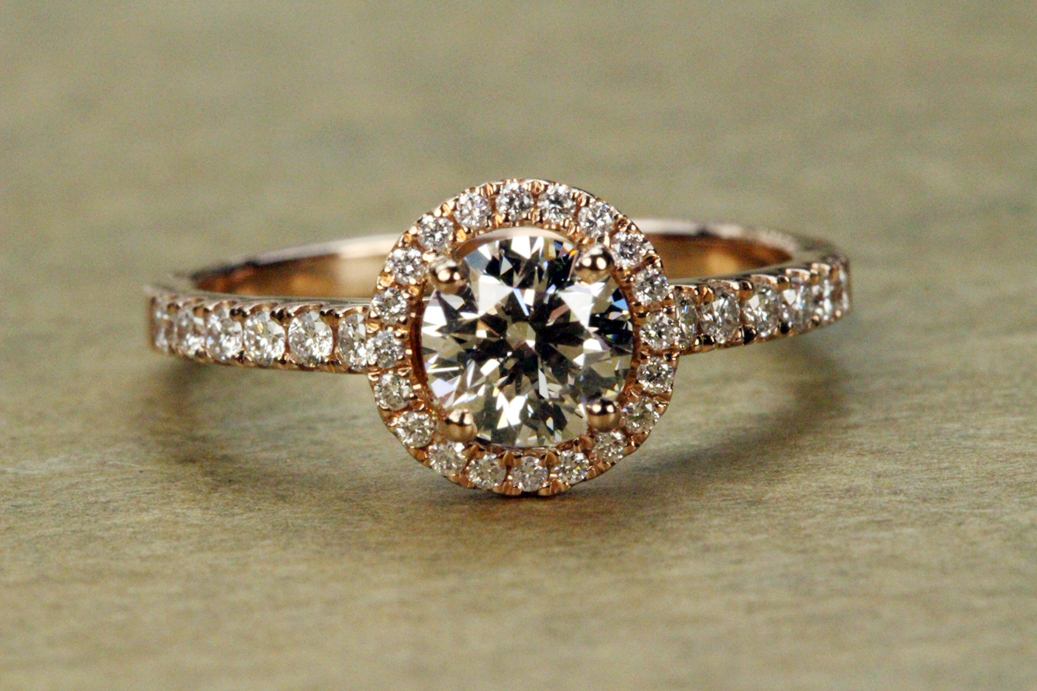
玫瑰金钻石戒指

玫瑰金是一种金与铜的贵金属合金，由于颜色艳丽且硬度高于纯金、延展性强，而被用于珠宝和腕表制造。根据色泽的细微差别，又被称为粉红金、红金、紫金等。由于其在19世纪初的俄国被广泛使用，因此也被称为俄罗斯金或者俄罗斯紫金。
玫瑰金的所呈现的颜色由自身所含的金、铜和银或是锌的不同比例而不同。
目前世上通行的较多的四种玫瑰金含量配方如下（按含金量的多少排列）：
1、皇冠金（crown gold），黄金含量在22K（91.667％），由英国亨利八世（1526年）将此比例的黄金首次用于金币的铸造。
2、18K红金，黄金含量在18K（75％），其它添加金属为25％的铜，主要呈现出红色。
3、最常见的也是最典型的18K玫瑰金，黄金含量也在18K（75％），但其它另含有约4％的银和21％的铜，呈现淡粉玫瑰色。
4、14K红金，黄金含量在14K（58.33％），其它添加金属为铜（41.67％）。